# Олександрівка (Мостівська сільська громада)
Олекса́ндрівка —  село в Україні, у Мостівській сільській громаді Вознесенського району Миколаївської області. Населення становить 385 осіб. До 2016 року орган місцевого самоврядування — Олександрівська сільська рада.

## Населення

### Мова
Розподіл населення за рідною мовою за даними перепису 2001 року:
| Мова       | Кількість | Відсоток |
| ---------- | --------- | -------- |
| українська | 382       | 95.98%   |
| румунська  | 11        | 2.76%    |
| російська  | 5         | 1.26%    |
| Усього     | 398       | 100%     |